# Brigné
Brigné är en kommun i departementet Maine-et-Loire i regionen Pays de la Loire i nordvästra Frankrike. Kommunen ligger i kantonen Doué-la-Fontaine som tillhör arrondissementet Saumur. År 2018 hade Brigné 485 invånare.

## Befolkningsutveckling
Antalet invånare i kommunen Brigné
| Referens: INSEE |